# Уэдраого, Шада
Шада Уэдраого (фр. Shada Ouedraogo; род. 24 июня 2003, Адьяке, Комоэ) — ивуарийский футболист, полузащитник.

## Карьера

### «Бней Иегуда»
Воспитанник израильского футбольного клуба «Бней Иегуда». За основную команду дебютировал 1 февраля 2022 года в матче Кубке Израиля против «Хапоэля» из Хайфы. Затем несколько раз привлекался к играм в чемпионате, однако на поле так и не вышел. 

### «Витебск»
В июле 2022 года перешёл в «Витебск». Дебютировал за клуб 30 июля 2022 года в матче Кубка Белоруссии против брестского «Динамо». В Высшей Лиге дебютировал 20 августа 2022 года против дзержинского «Арсенала». В матче 16 сентября против борисовского БАТЭ отличился первым результативным действием, отдав голевую передачу, благодаря которой матч закончился вничью. В ноябре 2022 года покинул клуб, расторгнув контракт по соглашению сторон.

### «Мактаарал»
В марте 2023 года футболист стал игроком казахстанского клуба «Мактаарал». На протяжении первой половины чемпионата футболист лишь дважды попадал в заявку на матчи основной команды, однако на поле так и не вышел. В июле 2023 года был отзаявлен клубом, после чего футболист получил статус свободного агента.